# Rally van Argentinië 1999
De Rally van Argentinië 1999, formeel 19º Rally Argentina, was de 19e editie van de Rally van Argentinië en de zevende ronde van het wereldkampioenschap rally in 1999. Het was de 313e rally in het wereldkampioenschap rally die georganiseerd wordt door de Fédération Internationale de l'Automobile (FIA). De start en finish was in Córdoba.

## Verslag
Na een tot dan toe moeizaam verloop van het seizoen, wist Subaru op het Argentijnse onverhard voordeel te halen uit hun Pirelli bandenschoeisel en met een overwinning voor Juha Kankkunen en een tweede plaats voor teamgenoot Richard Burns eindelijk hun eerste succes van het seizoen te boeken. De zege bracht hoe dan ook enige controverse met zich mee. Een secondestrijd tussen de Subaru-rijders werd met ingang van de laatste klassementsproef vermoedelijk bevroren door de teamleiding, wat met Burns aan de leiding in het voordeel zou vallen van de Brit. Desalniettemin besloot Kankkunen zijn opmars op die slotdag niet te staken en schreef met het winnen van de laatste proef zijn eerste WK-rally zege op zijn naam in vijf jaar tijd. Een hevig teleurgestelde Burns volgde op een luttele 2,5 seconden, waarbij een inbegrepen straftijd van tien seconden het gegeven nog pijnlijker voor hem maakte. Doordat de anderen te veel tijd hadden verloren door uiteenlopende oorzaken, wist gedurende de rally alleen Didier Auriol in de mix te zitten met de Subaru's. Het was echter op de laatste dag dat ook hij de aansluiting door kleine incidenten verloor en uiteindelijk consolideerde voor een derde plaats, waarmee Auriol in het kampioenschap nu Tommi Mäkinen evenaarde in het puntenaantal. 

## Programma
| Etappe | Datum                          | Klassementsproeven | Competitieve afstand |
| ------ | ------------------------------ | ------------------ | -------------------- |
| 1      | Donderdag 22 en vrijdag 23 mei | 9                  | 136,71 kilometer     |
| 2      | Zaterdag 24 mei                | 7                  | 127,50 kilometer     |
| 3      | Zondag 25 mei                  | 6                  | 132,42 kilometer     |
|        |                                |                    |                      |
| Totaal | Totaal                         | 22                 | 396,63 kilometer     |

## Resultaten
| Algemene top tien | Algemene top tien | Algemene top tien     | Algemene top tien            | Algemene top tien | Algemene top tien | Algemene top tien | Algemene top tien |
| Pos.              | #                 | Rijder                | Auto                         | Gr/kl             | Tijd              | Eerste            | Punten            |
| Pos.              | #                 | Navigator             | Inschrijving                 | C                 | Straftijd         | Vorige            | Punten            |
| ----------------- | ----------------- | --------------------- | ---------------------------- | ----------------- | ----------------- | ----------------- | ----------------- |
| 1.                | 6                 | Juha Kankkunen        | Subaru Impreza S5 WRC 99     | A8                | 4:17:15,4         | 0:00              | 10                |
| 1.                | 6                 | Juha Repo             | Subaru World Rally Team      | C                 |                   | =                 | 10                |
| 2.                | 5                 | Richard Burns         | Subaru Impreza S5 WRC 99     | A8                | 4:17:17,8         | + 2,4             | 6                 |
| 2.                | 5                 | Robert Reid           | Subaru World Rally Team      | C                 | 0:10              | + 2,4             | 6                 |
| 3.                | 4                 | Didier Auriol         | Toyota Corolla WRC           | A8                | 4:17:55,0         | + 39,6            | 4                 |
| 3.                | 4                 | Denis Giraudet        | Toyota Castrol Team          | C                 |                   | + 37,2            | 4                 |
| 4.                | 1                 | Tommi Mäkinen         | Mitsubishi Lancer Evo VI     | A8                | 4:18:40,6         | + 1:25,2          | 3                 |
| 4.                | 1                 | Risto Mannisenmäki    | Marlboro Mitsubishi Ralliart | C                 |                   | + 45,6            | 3                 |
| 5.                | 3                 | Carlos Sainz          | Toyota Corolla WRC           | A8                | 4:19:43,5         | + 2:28,1          | 2                 |
| 5.                | 3                 | Luís Moya             | Toyota Castrol Team          | C                 | 0:10              | + 1:02,9          | 2                 |
| 6.                | 8                 | Thomas Rådström       | Ford Focus WRC               | A8                | 4:22:07,3         | + 4:51,9          | 1                 |
| 6.                | 8                 | Fred Gallagher        | Ford Motor Co Ltd.           | C                 |                   | + 2:23,8          | 1                 |
| 7.                | 15                | Gustavo Trelles       | Mitsubishi Lancer Evo V      | N4                | 4:39:46,2         | + 22:30,8         |                   |
| 7.                | 15                | Martin Christie       | Ralliart Italia              | N4                |                   | + 17:38,9         |                   |
| 8.                | 19                | Jorge Recalde         | Mitsubishi Lancer Evo V      | N4                | 4:41:09,0         | + 23:53,6         |                   |
| 8.                | 19                | José Garcia           | Jorge Recalde                | N4                |                   | + 1:22,8          |                   |
| 9.                | 25                | Claudio Marcelo Menzi | Subaru Impreza WRX           | N4                | 4:41:33,0         | + 24:17,6         |                   |
| 9.                | 25                | Rodolfo Amelio Ortiz  | Claudio Marcelo Menzi        | N4                |                   | + 24,0            |                   |
| 10.               | 12                | Frédéric Dor          | Subaru Impreza S3 WRC 97     | A8                | 4:45:18,2         | + 28:02,8         |                   |
| 10.               | 12                | Kevin Gormley         | F. Dor Rally Team            | A8                |                   | + 3:45,2          |                   |
| DNF top tien      |                   |                       |                              |                   |                   |                   |                   |
| Pos.              | #                 | Rijder                | Auto                         | Gr/kl             | KP                | Reden             | Reden             |
| Pos.              | #                 | Navigator             | Inschrijving                 | C                 | KP                | Reden             | Reden             |
| DNF               | 2                 | Freddy Loix           | Mitsubishi Carisma GT Evo VI | A8                | 17                | Wielophanging     | Wielophanging     |
| DNF               | 2                 | Sven Smeets           | Marlboro Mitsubishi Ralliart | C                 | 17                | Wielophanging     | Wielophanging     |
| DNF               | 7                 | Colin McRae           | Ford Focus WRC               | A8                | 3                 | Wielophanging     | Wielophanging     |
| DNF               | 7                 | Nicky Grist           | Ford Motor Co Ltd.           | C                 | 3                 | Wielophanging     | Wielophanging     |
| DNF               | 9                 | Harri Rovanperä       | Seat Córdoba WRC             | A8                | 15                | Motor             | Motor             |
| DNF               | 9                 | Risto Pietiläinen     | Seat Sport                   | C                 | 15                | Motor             | Motor             |
| DNF               | 10                | Piero Liatti          | Seat Córdoba WRC             | A8                | 22                | Schade na ongeluk | Schade na ongeluk |
| DNF               | 10                | Carlo Cassina         | Seat Sport                   | C                 | 22                | Schade na ongeluk | Schade na ongeluk |
| DNF               | 11                | Volkan Isik           | Toyota Corolla WRC           | A8                | 8                 | Mechanisch        | Mechanisch        |
| DNF               | 11                | Erkan Bodur           | Toyota Mobil Team Turkey     | A8                | 8                 | Mechanisch        | Mechanisch        |
| DNF               | 14                | Marco Galanti jr.     | Toyota Corolla WRC           | A8                | 11                | Remmen            | Remmen            |
| DNF               | 14                | Victor Zucchini       | Marco Galanti jr.            | A8                | 11                | Remmen            | Remmen            |
| DNF               | 16                | Manfred Stohl         | Mitsubishi Lancer Evo V      | N4                | 12                | Ongeluk           | Ongeluk           |
| DNF               | 16                | Peter Müller          | Manfred Stohl                | N4                | 12                | Ongeluk           | Ongeluk           |
| EX                | 17                | Roberto Sanchez       | Subaru Impreza WRX           | N4                | 17                | Uitgesloten       | Uitgesloten       |
| EX                | 17                | Edgardo Galindo       | Roberto Sanchez              | N4                | 17                | Uitgesloten       | Uitgesloten       |
| DNF               | 18                | Hamed Al-Wahaibi      | Mitsubishi Lancer Evo V      | N4                | 12                | Ongeluk           | Ongeluk           |
| DNF               | 18                | Tony Sircombe         | Team Mitsubishi Oman         | N4                | 12                | Ongeluk           | Ongeluk           |
| DNF               | 20                | Kris Rosenberger      | Mitsubishi Lancer Evo V      | N4                | 4                 | Mechanisch        | Mechanisch        |
| DNF               | 20                | Per Carlsson          | Kris Rosenberger             | N4                | 4                 | Mechanisch        | Mechanisch        |

| 2-liter top drie | 2-liter top drie          | 2-liter top drie |
| Pos.             | Rijder / constructeur     | Pnt.             |
| ---------------- | ------------------------- | ---------------- |
| 1                | Ricardo Bissio / Renault  | 10               |
| 2                | Heriberto Ortiz / Renault | 6                |
| 3                | geen                      | 4                |
| PWRC top drie    |                           |                  |
| Pos.             | Rijder                    | Pnt.             |
| 1                | Gustavo Trelles           | 10               |
| 2                | Jorge Recalde             | 6                |
| 3                | Claudio Marcelo Menzi     | 4                |

## Statistieken

#### Klassementsproeven
| Etappe | Datum  | KP | Starttijd | Naam                                      | Lengte   | Snelste rijder | Tijd    | Gem. snelheid | Rallyleider    |
| ------ | ------ | -- | --------- | ----------------------------------------- | -------- | -------------- | ------- | ------------- | -------------- |
| 1      | 22 mei | 1  | 14:30     | SSS Camping General S. Martin             | 3,97 km  | Carlos Sainz   | 3:02,8  | 78,18 km/u    | Carlos Sainz   |
| 1      | 23 mei | 2  | 9:03      | El Condor - Copina A                      | 8,39 km  | Colin McRae    | 6:49,9  | 73,69 km/u    | Carlos Sainz   |
| 1      | 23 mei | 3  | 10:01     | Giolio Cesare - Mina Clavero              | 19,23 km | Tommi Mäkinen  | 16:42,3 | 69,07 km/u    | Didier Auriol  |
| 1      | 23 mei | 4  | 10:40     | Cura Brochero - Nono 1                    | 19,26 km | Richard Burns  | 9:41,6  | 119,22 km/u   | Didier Auriol  |
| 1      | 23 mei | 5  | 12:12     | Chamico - Ambul                           | 24,82 km | Richard Burns  | 18:16,4 | 81,40 km/u    | Richard Burns  |
| 1      | 23 mei | 6  | 12:54     | El Mirador - San Lorenzo                  | 20,70 km | Juha Kankkunen | 11:38,2 | 106,73 km/u   | Richard Burns  |
| 1      | 23 mei | 7  | 14:03     | Cura Brochero - Nono 2                    | 19,26 km | Juha Kankkunen | 9:33,9  | 120,82 km/u   | Richard Burns  |
| 1      | 23 mei | 8  | 15:21     | El Condor - Copina B                      | 16,98 km | Juha Kankkunen | 13:44,2 | 74,12 km/u    | Juha Kankkunen |
| 1      | 23 mei | 9  | 16:38     | Camping General San Martin                | 4,10 km  | Richard Burns  | 2:41,9  | 91,17 km/u    | Juha Kankkunen |
|        |        |    |           |                                           |          |                |         |               | Juha Kankkunen |
| 2      | 24 mei | 10 | 8:58      | La Cumbre - Agua de Oro                   | 23,67 km | Richard Burns  | 20:11,6 | 70,33 km/u    | Didier Auriol  |
| 2      | 24 mei | 11 | 9:59      | Colonia Caroya                            | 3,40 km  | Didier Auriol  | 2:22,9  | 85,65 km/u    | Didier Auriol  |
| 2      | 24 mei | 12 | 9:59      | Ascochinga - La Cumbre                    | 28,93 km | Richard Burns  | 18:51,7 | 92,03 km/u    | Didier Auriol  |
| 2      | 24 mei | 13 | 12:55     | Tanti - Cosquin                           | 16,14 km | Carlos Sainz   | 8:36,6  | 112,47 km/u   | Richard Burns  |
| 2      | 24 mei | 14 | 13:48     | Villa Giardino - La Falda                 | 22,53 km | Juha Kankkunen | 16:28,7 | 82,03 km/u    | Richard Burns  |
| 2      | 24 mei | 15 | 15:28     | Capilla Monte - San Marcos Sierra         | 23,03 km | Carlos Sainz   | 17:35,6 | 78,54 km/u    | Richard Burns  |
| 2      | 24 mei | 16 | 15:59     | San Marcos Sierra - Charbonier            | 9,80 km  | Richard Burns  | 6:38,3  | 88,58 km/u    | Richard Burns  |
|        |        |    |           |                                           |          |                |         |               | Richard Burns  |
| 3      | 25 mei | 17 | 9:28      | Santa Rosa de Calamuchita - San Agustin 1 | 26,16 km | Richard Burns  | 15:24,7 | 101,84 km/u   | Richard Burns  |
| 3      | 25 mei | 18 | 10:11     | Las Bajadas - Villa del Dique 1           | 18,72 km | Juha Kankkunen | 9:56,3  | 113,02 km/u   | Richard Burns  |
| 3      | 25 mei | 19 | 11:27     | Amboy - Santa Rosa de Calamuchita 1       | 21,33 km | Juha Kankkunen | 11:18,8 | 113,12 km/u   | Richard Burns  |
| 3      | 25 mei | 20 | 12:43     | Santa Rosa de Calamuchita - San Agustin 2 | 26,16 km | Tommi Mäkinen  | 15:12,9 | 103,16 km/u   | Richard Burns  |
| 3      | 25 mei | 21 | 13:26     | Las Bajadas - Villa del Dique 2           | 18,72 km | Juha Kankkunen | 9:58,0  | 112,70 km/u   | Richard Burns  |
| 3      | 25 mei | 22 | 14:42     | Amboy - Santa Rosa de Calamuchita 2       | 21,33 km | Juha Kankkunen | 11:16,9 | 113,44 km/u   | Juha Kankkunen |

| KP overwinningen | KP overwinningen |
| Rijder           | Aantal           |
| ---------------- | ---------------- |
| Juha Kankkunen   | 8                |
| Richard Burns    | 7                |
| Carlos Sainz     | 3                |
| Tommi Mäkinen    | 2                |
| Didier Auriol    | 1                |
| Colin McRae      | 1                |

## Kampioenschap standen

#### Rijders
|   | Pos. | Rijder            | Pnt. |
| - | ---- | ----------------- | ---- |
| = | 1    | Tommi Mäkinen     | 32   |
| = | 2    | Didier Auriol     | 32   |
| = | 3    | Colin McRae       | 23   |
| = | 4    | Carlos Sainz      | 23   |
| = | 5    | Philippe Bugalski | 20   |

#### Constructeurs
|   | Pos. | Constructeur                 | Pnt. |
| - | ---- | ---------------------------- | ---- |
| = | 1    | Toyota Castrol Team          | 67   |
| = | 2    | Marlboro Mitsubishi Ralliart | 41   |
| 1 | 3    | Subaru World Rally Team      | 36   |
| 1 | 4    | Ford Motor Co Ltd.           | 35   |
| = | 5    | Seat Sport                   | 8    |

- Noot: Enkel de top 5-posities worden in beide standen weergegeven.